# Roulement des yeux

un emoji qui fait un roulement des yeux.

Le roulement des yeux est un geste dans lequel une personne tourne brièvement les yeux vers le haut, souvent dans un mouvement d'arc d'un côté à l'autre. 
Dans le monde anglo-saxon, il a été identifié comme une réponse passive-agressive à une situation ou à une personne indésirable. Le geste est utilisé pour ne pas être d'accord ou pour écarter la personne ciblée sans contact physique.

## Histoire
Le roulement des yeux est présent dans la littérature depuis au moins le XVIe siècle, selon l’Oxford English Dictionary. William Shakespeare utilisait périodiquement le geste dans ses œuvres pour dépeindre la convoitise ou la passion pour un autre personnage, comme utilisé dans son poème The Rape of Lucrece, Au cours de cette période, le roulement des yeux était couramment utilisé comme une expression de désir ou de flirt, et il a continué à être utilisé de cette façon dans la littérature pendant des siècles. Jusque dans les années 1950 environ, cette même signification était utilisée dans la musique et les films, mais a commencé à se traduire par la signification connue aujourd'hui. L'utilisation répandue du roulement des yeux dans une connotation négative n'était présente que dans les années 1980.

## En société
L'expression faciale est utilisée plus souvent par les adolescentes que par les garçons et est l'une des formes les plus courantes de communication non verbale chez les humains,. Lorsque l'on étudie exclusivement des adolescentes, le geste de rouler les yeux est la réponse la plus importante au mécontentement. Les filles de 13 ans montraient que le fait de rouler les yeux était le principal signe d'agression envers leurs pairs dans des situations sociales et s'est avérée être l'une des principales causes d'anxiété sociale ou de dépression chez les adolescents. Le roulement des yeux est souvent accompagné d'un croisement des bras et d'un rejet de la tête ou du corps en arrière dans un effort accru pour symboliser l'évitement ou le mécontentement. L'évitement peut être caractérisé par l'hostilité ou la distanciation, souvent dans le but de mettre fin à une relation de quelque nature que ce soit.
Une étude menée par John Gottman (en) indique que le comportement méprisant comme le fait de rouler les yeux est le principal facteur de prédiction du divorce, suivi de la critique, de la défensive et de l'obstruction. Le geste montre à l'autre partie que ce qu'elle fait est si indésirable que cela ne vaut même pas la peine de le regarder ou d'y réfléchir, c'est pourquoi de nombreuses relations sont détruites par une utilisation excessive de l'action.
En 2010, les membres du conseil municipal d'Elmhurst, dans l'Illinois, ont souhaité faire une loi interdisant le roulement des yeux.
En 2018, le regard d'un journaliste chinois est devenu une nouvelle internationale. Elle a roulé des yeux alors qu'elle était exaspérée par l'obséquiosité excessive d'un autre journaliste envers un fonctionnaire du gouvernement, et a été censurée en conséquence, CNN rapportant des rumeurs selon lesquelles ses références de presse avaient été révoquées en raison du roulement des yeux.

## Évolution
Il y a eu beaucoup de spéculations sur l’hypothèse que le roulement des yeux serait un trait évolutif des femmes, ce qui expliquerait pourquoi il est plus joué par les femmes que par leurs homologues masculins. Les psychologues suggèrent qu'il a été développé comme « un moyen à faible risque d'exprimer l'agressivité et la désapprobation ». Dans le passé, les femmes étaient plus motivées à utiliser des techniques de survie qui n'impliquaient pas de violence physique dans les conflits, y compris les yeux coupés ou latéraux, probablement liés aux instincts maternels,. L'action de détourner le regard en signe de rejet ou de désapprobation a été attribuée à de nombreuses cultures différentes, qui utilisent le roulement des yeux à des fins similaires, suggérant qu'il s'agit d'une réaction quelque peu innée à des stimuli désagréables.